# عندما تتفتح الأزهار، أفكر في القمر
عندما تتفتح الأزهار، أفكر في القمر (هانغل: 꽃 피면 달 생각하고)؛ هو مسلسل تلفزيوني كوري جنوبي، من بطولة يو سونغ هو، لي هيري، بيون وو سيوك، كانغ مي نا. يروي قصة أربعة شباب وهم يكبرون ويقيمون صداقات ويوقعون في الحب في عصر الحظر المتشدد. عرض على قناة كي بي إس 2 من 20 ديسمبر 2021 إلى 22 فبراير 2022، تم بثه كل يومي الاثنين والثلاثاء.

## القصة
تقع احداث المسلسل خلال فترة أقوى قانون حظر في تاريخ جوسون، حيث يصور الرغبة البشرية ويثبت أن الحظر ليس الخيار الأفضل.
تتحدث الدراما عن مفتش من مكتب المفتش العام يدعى نام يونغ، حيث غادر مسقط رأسه لتحقيق الشهرة في هانيانغ واستعادة مكانة عائلته. وامرأة تدعى «كانغ رو سيو» من أصول أرستقراطية، تلجأ لصنع الكحول لتسديد ديونها، على الرغم من أن الناس يتحدثون من وراء ظهرها عن كيفية فقدان ماء وجهها كأرستقراطية ، إلا أنها رب الأسرة الحقيقي الذي يساعد في إعالة شقيقها الأكبر ، الأمل الوحيد للأسرة. والأمير «لي بيو» الذي يستمر في التسلق سرًا فوق جدران القصر للحصول على بعض المشروبات، يواجه الثلاثة مصير أمام مخزن كحول سري، ولاحقاً يكتشفون سرًا قد يقود بعضهم إلى الموت إذا تم الكشف عنه.

## بطولة

### طاقم رئيسي
- يو سونغ هو في دور نام يونغ.

مفتش عاطفي وحسن المظهر من وزارة الوطنيين والشؤون الدستورية يغادر مسقط رأسه لتحقيق الشهرة في هانيانغ واستعادة شرف عائلته.
- لي هيري في دور كانغ رو سيو.

ابنة أرستقراطية فقيرة وهي رب للأسرة، إنها تعمل بجد وتقوم بجميع أنواع الوظائف لكسب المال، بدأت سرا في تخمير الخمور وبيعه لسداد ديونها.
- بيون وو سيوك في دور لي بيو.

ولي العهد المتمرد الذي غالبًا ما يتسلل من القصر لتناول مشروب حتى في وقت الحظر ، مما يسبب إزعاجًا للمملكة.
- كانغ مي نا في دور هان أي جين.

الابنة الوحيدة لعائلة نبيلة صريحة وعنيدة.

### أدوار داعمة
- جانغ جوانج في دور يون جو مون.[6]
- تشوي وون يونغ في دور لي سي هيوم.[2]
- بارك آه إن في دور وون شيم.[13]
- مون يو كانغ في دور شيم ايون.[14]
- ايم وون هي في دور هوانغ جا.[2]
- كيم كي بانغ في دور تشون جاي.[15]
- آهن سي آه في دور والدة لي بيو.[16]
- بيون سيو يون كحفيدة يون جو مون.[17]
- جونغ سونغ-يل في دور لي كانغ.[18]
- كيم جي اه في دور أوك ران.[19]
- سيو يي هوا في دور سيو هاي مين.[20]
- كيم جاي روك في دور يون جي بونغ.[21]
- جونغ يونغ جو.[22]
- باي يو-رام في دور كانغ هاي سو.[23]
- لي كي-تايك.[24]

## المشاهدات
| الموسم | الموسم | رقم الحلقة | رقم الحلقة | رقم الحلقة | رقم الحلقة | رقم الحلقة | رقم الحلقة | رقم الحلقة | رقم الحلقة | رقم الحلقة | رقم الحلقة | رقم الحلقة | رقم الحلقة | رقم الحلقة | رقم الحلقة | رقم الحلقة | رقم الحلقة | المتوسط     |
| الموسم | الموسم | 1          | 2          | 3          | 4          | 5          | 6          | 7          | 8          | 9          | 10         | 11         | 12         | 13         | 14         | 15         | 16         | المتوسط     |
| ------ | ------ | ---------- | ---------- | ---------- | ---------- | ---------- | ---------- | ---------- | ---------- | ---------- | ---------- | ---------- | ---------- | ---------- | ---------- | ---------- | ---------- | ----------- |
|        | 1      | 1262       | 1263       | 1115       | 1228       | 938        | 1064       | 911        | 965        | 934        | 984        | 923        | 1043       | 695        | 788        | 922        | 1018       | ستُعلن لاحقًا |

| رقم    | تاريخ البث     | تقييمات نيلسن كوريا | تقييمات نيلسن كوريا |
| رقم    | تاريخ البث     | على الصعيد الوطني   | سيئول               |
| ------ | -------------- | ------------------- | ------------------- |
| 1      | 20 ديسمبر 2021 | 7.5%                | 6.9%                |
| 2      | 21 ديسمبر 2021 | 7.2%                | 6.7%                |
| 3      | 27 ديسمبر 2021 | 6.3%                | 5.8%                |
| 4      | 28 ديسمبر 2021 | 7.6%                | 7.1%                |
| 5      | 3 يناير 2022   | 5.4%                | 4.9%                |
| 6      | 4 يناير 2022   | 6.2%                | 5.6%                |
| 7      | 10 يناير 2022  | 5.4%                | 5.1%                |
| 8      | 11 يناير 2022  | 5.4%                | 5.2%                |
| 9      | 17 يناير 2022  | 4.9%                | 4.6%                |
| 10     | 18 يناير 2022  | 5.6%                | 5.3%                |
| 11     | 24 يناير 2022  | 5.1%                | 5.0%                |
| 12     | 25 يناير 2022  | 5.9%                | 5.4%                |
| 13     | 8 فبراير 2022  | 4.2%                | 3.8%                |
| 14     | 8 فبراير 2022  | 4.9%                | 4.7%                |
| 15     | 21 فبراير 2022 | 5.3%                | 4.6%                |
| 16     | 22 فبراير 2022 | 5.9%                | 5.3%                |
| المعدل | المعدل         | 5.8%                | 5.4%                |

## الإنتاج

### صناعة
المسلسل من إخراج هوانغ اين هيوك، مخرج قسم التخطيط والإنتاج الدرامي لدى كي بي إس، الذي عمل على المسلسل الطبيب السجين، ومن أعماله الكبيرة مسلسل «الإمبراطورة تشون تشو» ومن كتابة يون جو هي، ومن إنتاج شركة مونستر يونيون التابعة لقناة كي بي إس، بتعاون مع شركة بيبل ستوري.

### التصوير
كان من المقرر أن يبدأ التصوير في مايو 2021.

## روابط خارجية
- الموقع الرسمي
 (بالكورية)
- عندما تتفتح الأزهار، أفكر في القمر على موقع IMDb (الإنجليزية)
- عندما تتفتح الأزهار، أفكر في القمر على موقع ليتربوكسد (الإنجليزية)
- عندما تتفتح الأزهار، أفكر في القمر على موقع كينوبويسك (الروسية)
- عندما تتفتح الأزهار، أفكر في القمر على موقع ميوزك برينز (الإنجليزية)
- عندما تتفتح الأزهار، أفكر في القمر على موقع قاعدة بيانات الفيلم (الإنجليزية)
- عندما تتفتح الأزهار، أفكر في القمر على هانسينما